# Ingvar Olsson
Karl Eskil Ingvar "Tjotta" Olsson,  född 8 juni 1923 i Klosters församling, Eskilstuna, Södermanlands län, död 20 april 1982 i Kista, Spånga församling, Stockholm, var en svensk fotbollsspelare (center) i AIK, handbollsspelare och sångare. 
Olsson spelade 122 matcher i fotbollsallsvenskan 1952–1958 och gjorde 70 mål. När han gjorde värnplikten vid F 11 i Nyköping spelade han i flottiljens handbollslag och ansågs då som en av Sveriges bästa målvakter. Sammanlagt spelade han 24 allsvenska handbollsmatcher varav 4 för AIK säsongen 1953/54.
Olsson blev även känd som sångare då han framträdde i Frukostklubben 1954.